# 3-Pentanol
3-Pentanol je jedan od izomera amil alkohola.